# أهيم (اسم)
أَهْيَم هو اسم علم مذكر من أصل عربي، ومعناه هو  العطشان أشد العطش، والليل الذي لا نجوم فيه والأكثر خروجًا على وجهه في الأرض لا يدري أين يتوجه، والأكثر تحيرًا واضطرابًا، والأكثر شغفًا.